# Митрополия Мунтении и Добруджи
Митрополия Мунтении и Добруджи (рум. Mitropolia Munteniei și Dobrogei) — митрополия в составе Румынской православной церкви на территории исторических областей Мунтения и Северная Добруджа.

## История
Унгровлахийская (Унгровалахийская, Унгро-Валахийская и т. п.) митрополия в юрисдикции Константинопольского патриархата была основана в 1359 году. Её центром стал Куртя-де-Арджеш, а первым митрополитом был Иакинф. В 1517 году кафедра была перемещена в Тырговиште, а 1668 году — в Бухарест, где находится до сегодняшнего дня.
В 1865 году Александр Куза наделил митрополита Нифонта (Русайлэ) титулом митрополита-примаса, что означало фактическое провозглашение автокефалии Румынской церкви. В 1872 году ей была подчинена Молдавская митрополия.
Нынешнее название митрополия Мунтении и Добруджи получила в 1990 году. Митрополит Мунтении и Добруджи одновременно является патриархом Румынским и архиепископом Бухареста.

## Епархии
В состав митрополии входят следующие епархии:
| Епархия                                 | Год создания | Епархиальный центр | Территория               | Статистика | Архиерей                                                                                |
| --------------------------------------- | ------------ | ------------------ | ------------------------ | --- | --------------------------------------------------------------------------------------- |
| Бухарестская архиепископия              | XVII век     | Бухарест           | Бухарест, Илфов, Прахова | 772 прихода и 52 подворья, 1167 храмов (около 400 из них — исторические памятники), 1089 священнослужителей                   | Архиепископ Бухарестский Даниил (Чоботя) Епископ Праховский Тимофей (Айоаней) (викарий) |
| Томисская архиепископия                 | 1923, 1990   | Констанца          | Констанца                | 299 приходов, 368 храмов, 416 священнослужителей, 12 монастырей и 4 скиты, 240 монахов                                        | Архиепископ Томисский Феодосий (Петреску)                                               |
| Тырговиштская архиепископия             | 1991         | Тырговиште         | Дымбовица                | 288 приходов, 302 храма (38 из них — исторические памятники), 375 священнослужителей, 9 монастырей и 2 скиты, 185 монахов     | Архиепископ и почётный митрополит Тырговиштский Нифонт (Михэйцэ)                        |
| Арджешская и Мусчельская архиепископия  | 1990         | Куртя-де-Арджеш    | Арджеш                   | 497 приходов, 538 храмов, 640 священнослужителей, 22 монастыря и 4 скиты, 241 монах                                           | Архиепископ Арджешский и Мусчелский Каллиник (Аргату)                                   |
| Бузэуская и Вранчская архиепископия     | 1500         | Бузэу              | Бузэу, Вранча            | 617 приходов, около 700 храмов, 550 священнослужителей, 21 монастырь и 9 скитов, 336 монахов                                  | Архиепископ Бузэушский и Вранчанский Киприан (Спиридон)                                 |
| Нижнедунайская архиепископия            | 1864         | Галац              | Галац, Брэила            | 390 приходов и 23 подворья, 444 храма (14 из них — исторические памятники), 492 священнослужителя, 10 монастырей, 287 монахов | Архиепископ Нижнедунайский Кассиан (Крэчун)                                             |
| Слобозийская и Кэлэрашская епархия      | 1993         | Слобозия           | Яломица, Кэлэраши        | 315 приходов и 18 подворий, 348 храмов, 391 священнослужитель, 9 монастырей и 4 скиты, 101 монах                              | Епископ Слобозийский и Кэлэрашский Викентий (Грифони)                                   |
| Александрийская и Телеорманская епархия | 1996         | Александрия        | Телеорман                | 253 приходы, 242 храма (35 из них — исторические памятники), около 270 священнослужителей                                     | Епископ Александрийский и Телеорманский Галактион (Стынгэ)                              |
| Джурджуская епархия                     | 2000         | Джурджу            | Джурджу                  | | Епископ Джурджуский Амвросий (Мелякэ)                                                   |
| Тулчская епархия                        | 2004         | Тулча              | Тулча                    | 122 прихода, 144 храма, 165 священнослужителей, 14 монастырей                                                                 | Епископ Тулчинский Виссарион (Бэлцат)                                                   |

## Митрополиты
Митрополиты Унгровлахийские
1. Иакинф (1359—1372)
2. Харитон (1372—1381)
3. Анфим (1381—1394?)
4. Афанасий (1394 — ?)
5. Феодор I (?—?)
6. Иосиф (1462—1474?)
7. Макарий I (1477—1490)
8. Илларион I (1490/92-1501/02)
9. Максим (Бранкович) (1503—1508)
10. Макарий II (1512—1520)
11. Митрофан (1520—1521)
12. Илларион II (1521—1524)
13. Митрофан (1524—1536) — во второй раз
14. Варлаам (1536—1544)
15. Анания (1544—1558)
16. Симеон (1558—1560)
17. Ефрем (1560—1566)
18. Даниил (1566—1568)
19. Евфимий I (1568—1577)
20. Серафим (1577—1585)
21. Михаил I (1585—1589/90)
22. Никифор (1589/90 — 1594/1595)
23. Евфимий II (1594/95 — май-июнь 1595)
24. Михаил II (1595—1603)
25. Иеремия (1603—1605)
26. Лука (1605—1629)
27. Григорий (1629—1637)
28. Феофил (1637—1648)
29. Стефан I (1648— ноябрь 1653)
30. Игнатий (1653—1655)
31. Стефан I (1659— 25 апреля 1668) — во второй раз
32. Феодосий (20 мая 1668—1672)
33. Дионисий (июнь — декабрь 1672)
34. Варлаам II (24 декабря 1672 — 26 апреля 1679)
35. Феодосий (26 апреля 1679 — 27 января 1708) — во второй раз
36. Анфим (28 января 1708 — август 1716)
37. Митрофан II (август 1716—1719)
38. Даниил II (1719—1732)
39. Стефан II (1732— 23 сентября 1738)
40. Неофит (1738—1754)
41. Филарет I (1754 — июль 1760)
42. Григорий II (28 июля 1760—1770)
43. Григорий III (1770—1774)
44. Григорий II (1774 — 28 сентября 1787)
45. Косма (9 октября 1787 — 12 сентября 1792)
46. Филарет II (23 сентября 1792 — сентябрь 1793)
47. Досифей (Филитти) (11 октября 1793— 15 января 1810)
48. Игнатий II[греч.] (5 мая 1810 — 10 августа 1812)
49. Нектарий (1812 — 1 мая 1819)
50. Дионисий (Лупу) (1 мая 1819—1823)
51. Григорий IV (Даскэл) (10 января 1823 — 10 февраля 1829)
  - Неофит (февраль 1829 — 22 августа 1833) в/у
52. Григорий IV (Даскэл) (22 августа 1833 — 22 июня 1834)
  - Неофит (22 июня 1834—1840) в/у
53. Неофит (Яноглу) (29 июня 1840 — 27 июля 1849)
54. Нифонт (Русайлэ) (14 сентября 1850 — 11 января 1865)

Митрополиты-примасы
1. Нифонт (Русайлэ) (11 января 1865 — 5 мая 1875)
2. Каллиник (Миклеску) (31 мая 1875 — 14 августа 1886)
3. Иосиф (Георгиан) (1886 — 29 марта 1893)
4. Геннадий (Петреску) (1893 — 20 мая 1896)
5. Иосиф (Георгиан) (5 декабря 1896 — 24 января 1909)
6. Афанасий (Миронеску) (5 февраля 1909 — 28 июня 1911)
7. Конон (Арэмеску-Донич) (19 февраля 1912 — 1 января 1919)
8. Мирон (Кристя) (31 декабря 1919 — 1 ноября 1925)

Патриархи Румынские
1. Мирон (1 ноября 1925 — 6 марта 1939)
2. Никодим (30 июня 1939— 27 февраля 1948)
3. Юстиниан (6 июня 1948 — 26 марта 1977)
4. Иустин (19 июня 1977 — 31 июля 1986)
5. Феоктист (16 ноября 1986 — 30 июля 2007)
6. Даниил (c 30 сентября 2007 года)